# Cmentarz parafialny św. Trójcy w Gnieźnie
Cmentarz parafialny św. Trójcy w Gnieźnie – zabytkowy cmentarz w Gnieźnie. Zajmuje obszar ok. 5,5 ha i usytuowany jest w południowej części miasta w obrębie ulic: Witkowskiej, 17 Dywizji Piechoty i  Wincentego Kadłubka, od strony zachodniej graniczy z cmentarzem św. Wawrzyńca. Nekropolią zarządza parafia św. Trójcy w Gnieźnie.

## Historia

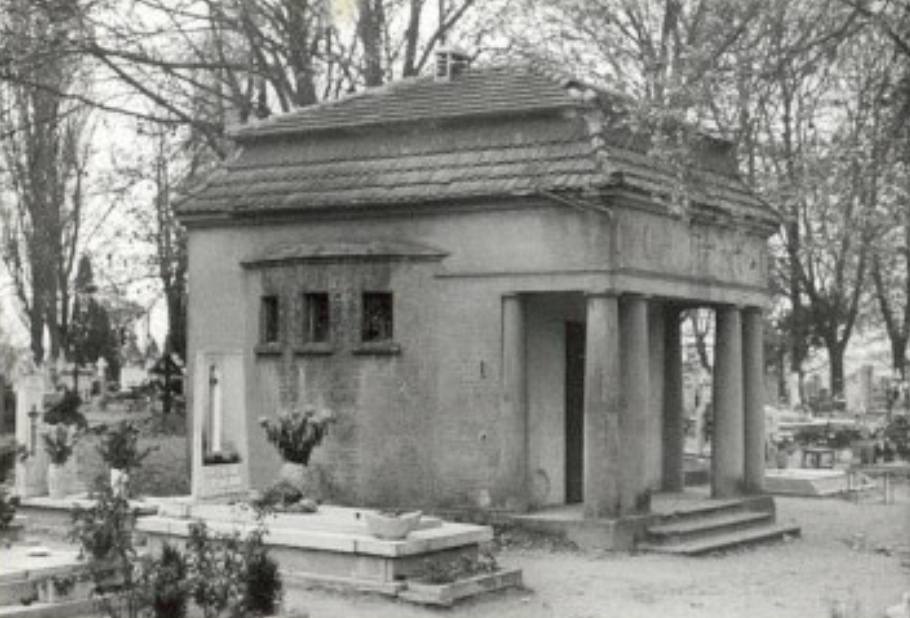
Kaplica cmentarna na zdjęciu z 1986 roku.

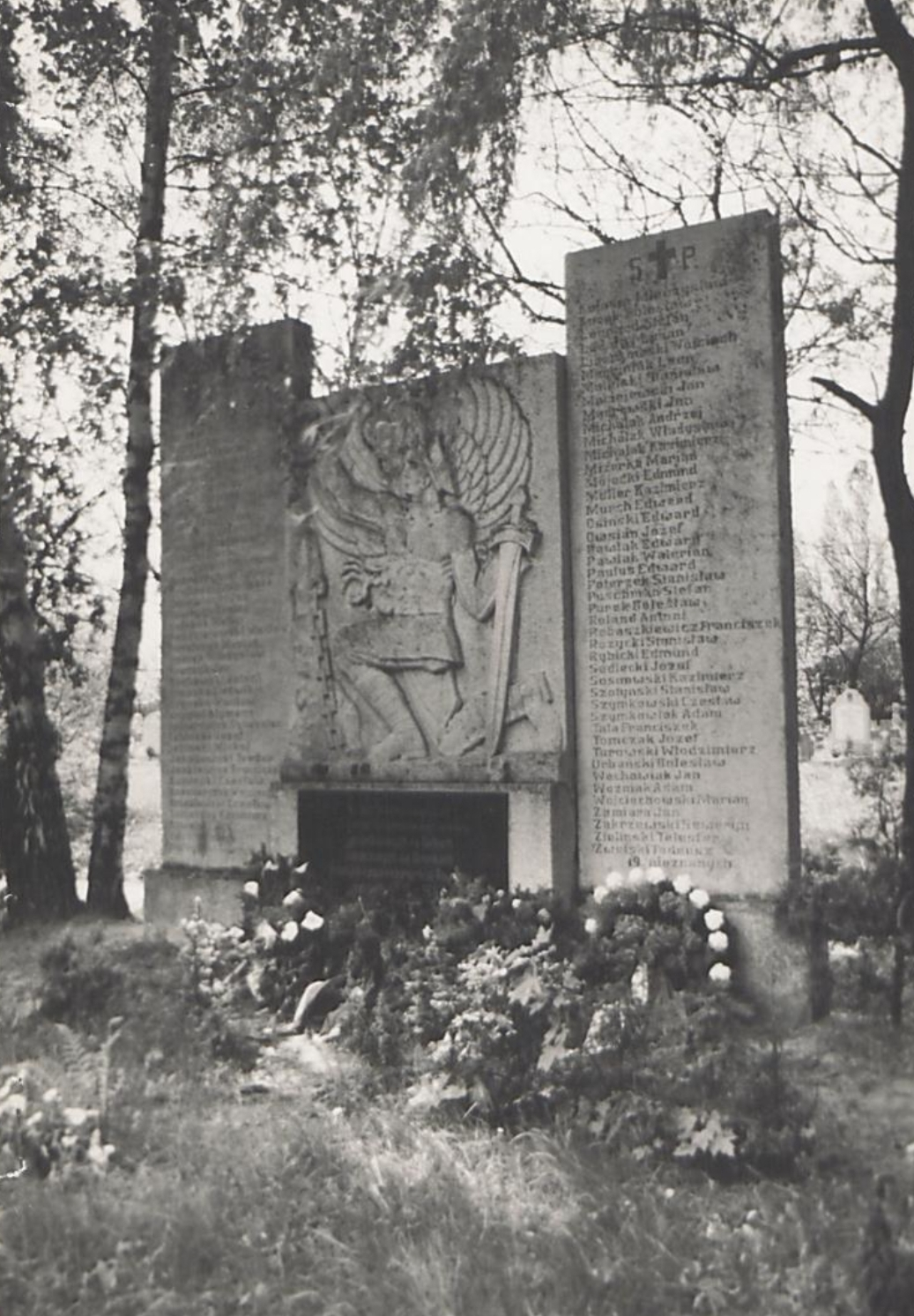
Pomnik ofiar terroru hitlerowskiego.

Pierwotnie wiernych parafii św. Trójcy w Gnieźnie grzebano na wydzielonym terenie w pobliżu kościoła pod tym samym wezwaniem. Cmentarz ten już na początku XVII. wieku był ogrodzony i posiadał murowaną kostnicę i funkcjonował do początku XIX. wieku. Od 1804 roku zaczęto prowadzić pochówki na terenie dzisiejszego cmentarza św. Krzyża, który był wówczas podzielony na trzy równe części zarządzane przez parafie św. Trójcy, św. Wawrzyńca i św. Michała. W 1906 roku dzięki staraniom proboszcza parafii św. Trójcy ks. Jana Kammera w południowej części miasta utworzono nowy cmentarz. W 1910 roku teren nekropolii o powierzchni ok. 3,75 ha ogrodzono ceglanym murem, w 1912 wybudowano kaplicę cmentarną (kostnicę), a rok później dom grabarza. Ostatecznie budowę ukończono w 1914 roku. W 1947 roku na terenie cmentarza stanął Pomnik Ofiar Terroru stanowiący płytę nagrobną zbiorowej mogiły, w której złożono w latach 1945–1946 ciała 105 mieszkańców Gniezna i Ziemi Gnieźnieńskiej straconych w latach II wojny światowej. W 1948 roku wzniesiono Pomnik Wdzięczności Armii Czerwonej – obelisk z cegły i betonu w kształcie iglicy zwieńczonej czerwoną gwiazdą będący centralnym punktem kwatery wojennej żołnierzy radzieckich, w której w 58 mogiłach złożono łącznie 411 ciał. Pochówki odbywały się od 1945 do 1953 roku, a ekshumowane zwłoki były początkowo pochowane m.in. w Parku Kościuszki i na cmentarzach przy ul. Żuławy oraz ewangelickim przy ul. Roosevelta. W 1960 roku wyznaczono kwaterę dla osób bezwyznaniowych. W 2006 roku na terenie nekropolii odsłonięto Pomnik poległych w wojnie polsko-bolszewickiej upamiętniający spoczywających w tym miejscu 265 żołnierzy WP biorących udział w wojnie polsko-bolszewickiej. W 2019 w południowo-wschodniej części cmentarza otwarto nową kaplicę pw. Wszystkich Świętych, jej konsekracji dokonał prymas polski abp Wojciech Polak.
W 1986 roku na cmentarzu znajdowało się około 750 grobów i mogił z okresu przedwojennego i około 2200 z okresu powojennego. Najstarszy obecnie zachowany nagrobek pochodzi z 1917 roku.

## Pochowani na Cmentarzu św. Trójcy w Gnieźnie
- Leon Kujawski – żużlowiec Startu Gniezno, brązowy medalista Drużynowych Mistrzostw Polski z 1980 roku. Po zakończeniu kariery był trenerem gnieźnieńskiego klubu[11].
- Artur "Waluś" Walczak – gnieźnieński strongman i zawodnik mieszanych sztuk walki (MMA). Rekordzista świata siłaczy w konkurencji przejście z dwiema walizkami, każda o wadze 150 kg, na odległość 50 metrów. Zmarł w wyniku powikłań po nokaucie[11].
- mł. chor. Jarosław Maćkowiak – żołnierz Wojska Polskiego, który poległ w Afganistanie. Był czternastokrotnym mistrzem Wojska Polskiego w tenisie stołowym[11].
- kpt. inż. Dymitr Iwanowicz – oficer Armii Czerwonej, poległ w walkach o Gniezno w 1945 roku. Bohater Związku Radzieckiego[12].
- mjr Ter Gorbeljan – oficer Armii Czerwonej, poległ w walkach o Gniezno w 1945 roku. Bohater Związku Radzieckiego[8].
- NN jeniec brytyjski – jeniec obozu jenieckiego istniejącego w latach 1942-45 na osiedlu grunwaldzkim. Jego szczątki uroczyście pochowano w 1993 roku[13].

Ponadto na cmentarzu znajdują się groby 34 powstańców wielkopolskich, w tym 24 odznaczonych Wielkopolskim Krzyżem Powstańczym. 